# Felix Austria
Felix Austria är ett österrikiskt livsmedelsföretag i Mattersburg i Burgenland.
1959 startade Herbert Felix, grundare av AB Felix, efter förfrågningar från sin kusin, den ledande socialdemokraten Bruno Kreisky, ett österrikiskt Felix som fick namnet Felix Austria. Anledningen till att placeringen blev Mattersburg var av två skäl: Dels för att få ned den höga säsongsarbetslösheten i ett utpräglat jordbruksdistrikt där arbetslösheten tidvis kunde gå upp till över 50%, dels för att Herbert Felix ville vara först med att bearbeta ungerska jordbruksprodukter den dagen Ungern skulle öppna upp sin marknad för Österrike.